# مطران‌نشین ری
ولایت ری یکی از ولایات مطران‌نشین کلیسای شرق (کلیسای سریانی شرقی) در فاصله قرن‌های هشتم و دوازدهم میلادی بود. مطران ری همچنین اسقف‌نشین گرگان را در حوزه‌ی سرپرستی خود داشت.